# Calospila cilissa
Calospila cilissa is een vlindersoort uit de familie van de prachtvlinders (Riodinidae), onderfamilie Riodininae.
Calospila cilissa werd in 1863 beschreven door Hewitson.